# ƛ
« Lambda tilde inscrit » redirige ici. Vous pouvez créer un article séparé sur ce sujet.
Ƛ (minuscule : ƛ), appelé lambda barré, est un symbole phonétique utilisé dans l’alphabet phonétique américaniste et une lettre latine utilisée et dans l’écriture de quelques langues amérindiennes comme le comox, le cowlitz, le heiltsuk, le klallam, le liq̓ʷala, le nitinaht, le nuuchahnulth, le quinault, le thompson, le twana ou l’umatilla. Elle est formée avec la lettre lambda diacritée d’une barre inscrite sur le modèle du L barré ‹ ł › qui est la forme barrée du L ‹ l ›. Sa barre inscrite a parfois la forme d’un tilde inscrit, en particulier en heiltsuk, liq̓ʷala ou twana.

## Utilisation
Le lambda barré minuscule est proposé comme symbole de l’alphabet phonétique américaniste en 1934 par les anthropologues et linguistes George Herzog, Stanley S. Newman, Edward Sapir, Mary Haas Swadesh, Morris Swadesh et Charles F. Voegelin, le dérivant du lambda minuscule ‹ λ ›, déjà utilisé par Diamond Jenness pour une consonne latérale alvéolaire de l’eskimo en 1936, sur le modèle de ł et l.
En cowlitz, le lambda barré est utilisé dans le digraphe ‹ ƛʼ › représentant une consonne affriquée latérale alvéolaire sourde éjective [t͡ɬʼ].
Le lambda barré est utilisé comme symbole phonétique dans l’étude du tsez, une langue nakho-daghestanienne, par certains auteurs.
En physique, le lambda barré minuscule ƛ ou {\displaystyle \lambda \!\!\!^{{}^{\underline {\ \ }}}} est utilisé comme symbole pour la longueur d’onde angulaire, c’est-à-dire la longueur d’onde divisée par 2π, par exemple pour la longueur d’onde de de Broglie ou la longueur d’onde de Compton.
Le lambda barré est utilisé dans la transcription phonétique KENDI-ILNE (Κέντρον Ερεύνης των Νεοελληνικών Διαλέκτων και Ιδιωμάτων — Ιστορικού Λεξικού της Νέας Ελληνικής, Centre de recherche des dialectes grecs modernes — Dictionnaire historique du grec moderne) en dialectologie grecque pour noter consonne spirante latérale vélaire voisée [ʟ],.

### Variantes et formes
| Majuscule | Minuscule | Description                                            |
| --------- | --------- | ------------------------------------------------------ |
|           |           | Formes majuscules et minuscules.                       |
|           |           | Formes majuscules et minuscules avec un tilde inscrit. |

## Usage informatique
Le lambda barré peut être représenté avec les caractères Unicode suivants (latin étendu B, table latin étendu D) :
| formes    | représentations | chaînes de caractères | points de code | descriptions                         | notes                        |
| --------- | --------------- | --------------------- | -------------- | ------------------------------------ | ---------------------------- |
| capitale  | Ƛ               | Ƛ                     | U+A7DC         | lettre majuscule latine lambda barré | Depuis Unicode 16.0 de 2024. |
| minuscule | ƛ               | ƛ                     | U+019B         | lettre minuscule latine lambda barré |                              |